# Gregoor van Dijk
Gregoor van Dijk (Groningen, 16 november 1981) is een voormalig Nederlands betaald voetballer. 
Hij tekende in juli 2010 een tweejarig contract bij AEK Larnaca. Hij bleef echter tot 31 december 2013. Van Dijk is de zoon van Jan van Dijk en de broer van Dominique van Dijk.
Van Dijk kwam in het verleden uit voor onder meer FC Groningen, waarvan zijn vader destijds coach was. Nadien speelde hij voor Roda JC en FC Utrecht. Daar kreeg hij het in het seizoen 2009/2010 aan de stok met trainer Ton du Chatinier, raakte uit de gratie en vertrok in juli 2010 transfervrij naar AEK Larnaca, ondanks zijn tot 2012 doorlopende contract.

## Reputatie
Van Dijk heeft een reputatie wat betreft het maken van overtredingen. Hij brak in de uitwedstrijd tegen De Graafschap in het seizoen 2007-2008 het Eredivisie-record rode kaarten door zijn zevende rode kaart te krijgen.